# Bengt Nyholm

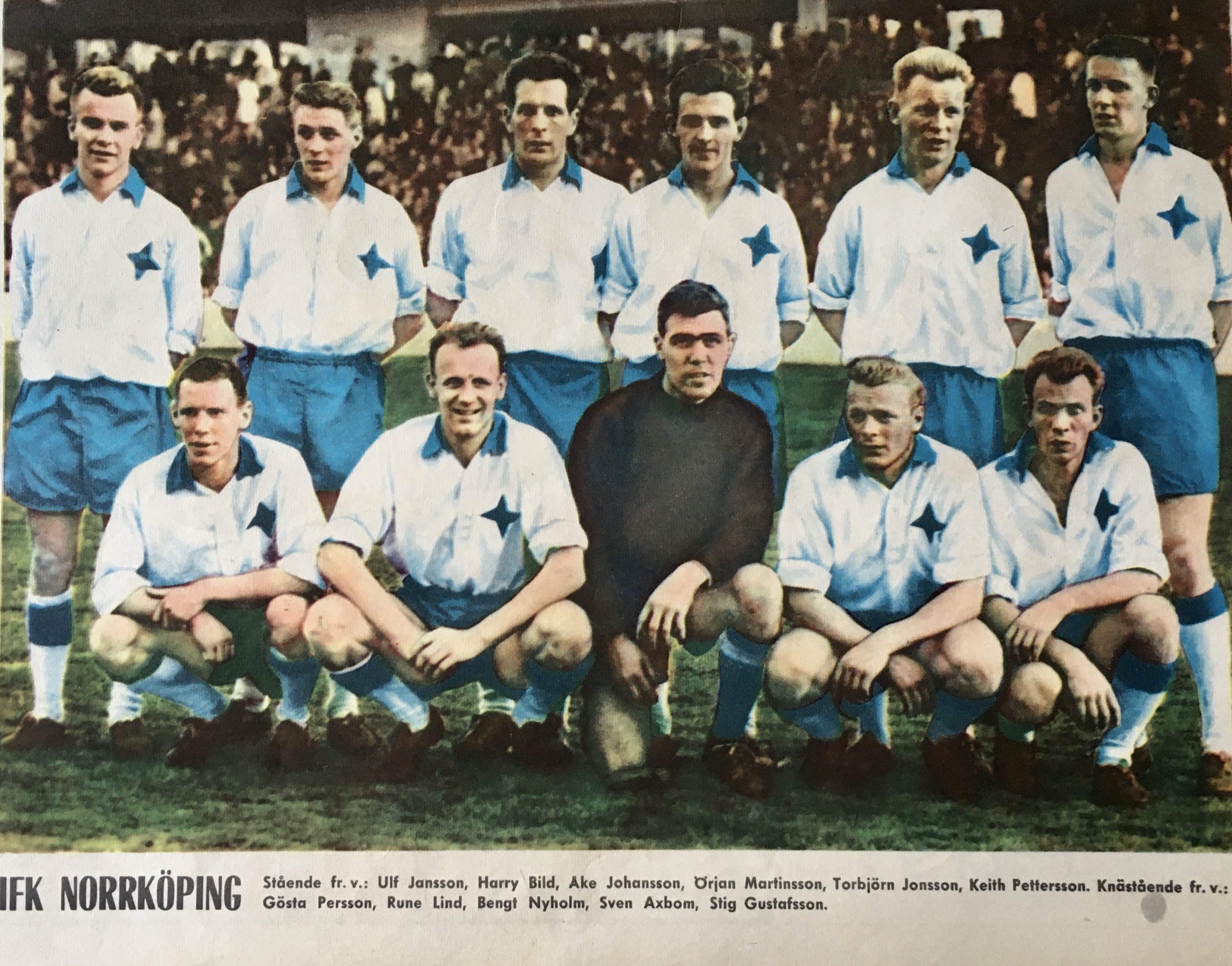
IFK Norrköpings mästarlag 1960 med Guldbollen-vinnarna Åke "Bajdoff" Johansson (1957), Torbjörn Jonsson (1960), Bengt "Zamora" Nyholm (1961) och Harry Bild (1963).

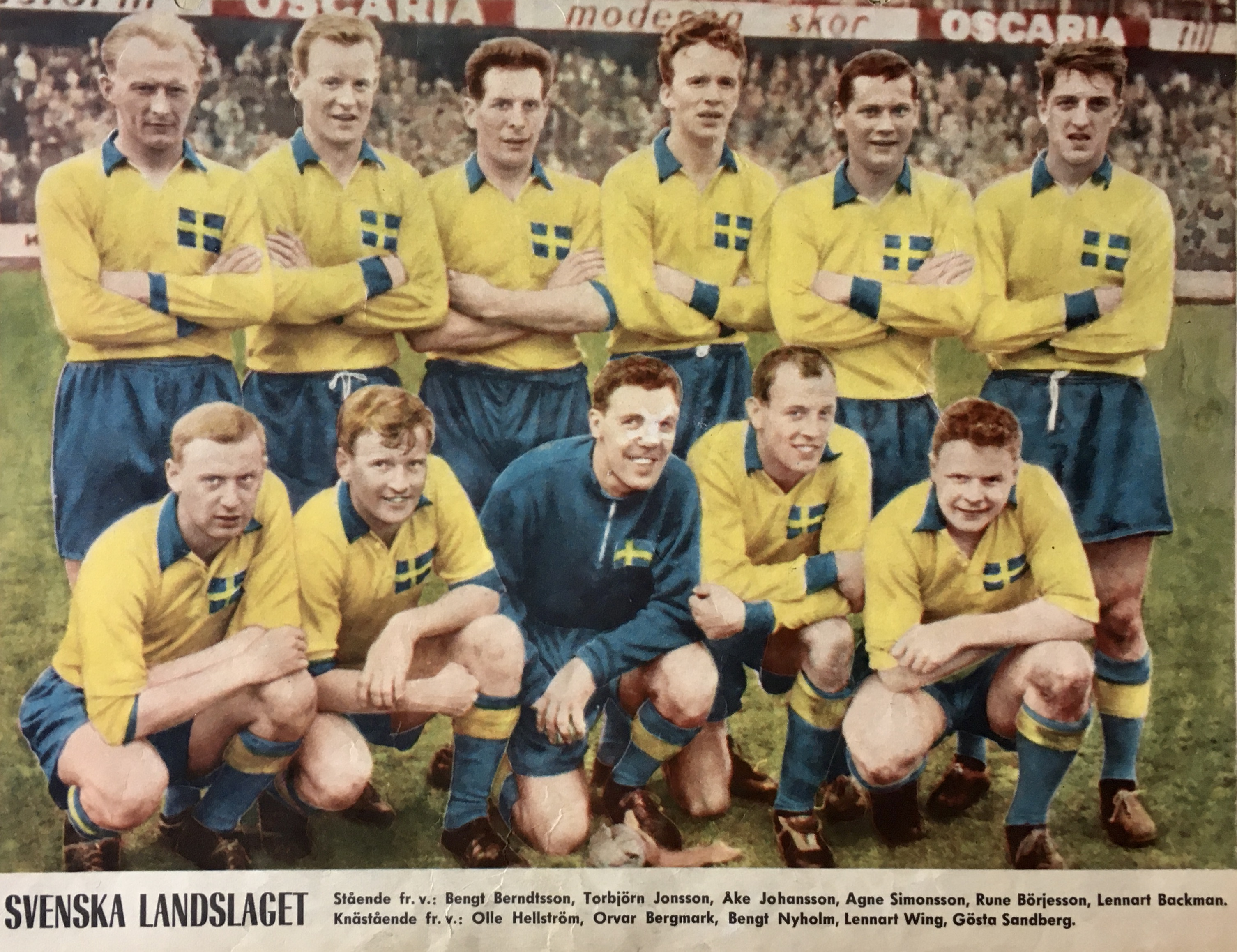
Det svenska herrlandslaget i fotboll, som den 28 maj 1961 segrade med 4-0 över Schweiz. I det svenska laget ingick följande spelare – stående från vänster: Bengt "Fölet" Berndtsson, Torbjörn Jonsson, Åke "Bajdoff" Johansson, Agne Simonsson, Rune Börjesson, Lennart Backman. Knästående från vänster: Olle "Lill-Lappen" Hellström, Orvar Bergmark, Bengt "Zamora" Nyholm, Lennart Wing och Gösta "Knivsta" Sandberg.

Bengt Olov "Zamora" Nyholm, född 30 januari 1930 i Härnösands församling i Västernorrlands län, död 10 september 2015 i Mantorp i Veta församling, var en svensk fotbollsmålvakt.
Bengt Nyholm representerade under sin aktiva karriär IFK Norrköping dit han värvades från moderklubben IF Älgarna 1948. De första åren var han reserv till Torsten Lindberg. Totalt noterades han för 304 matcher i svenska tävlingssammanhang samt europacuper, varav 203 allsvenska matcher i rad mellan 1951 och 1961.
För det svenska landslaget spelade han 30 A-landskamper mellan 1959 och 1964 samt tre B-landskamper mellan 1954 och 1958. 1961 tilldelades han Guldbollen, priset till bäste svenske fotbollsspelare det året. Priset fick han ta emot i samband med en landskamp mot Norge på Ullevi i Göteborg. Samma år skadade han sig allvarligt (brutet näsben) i en landskamp (VM-kval) mot Schweiz på Råsunda och tvingades temporärt utgå under andra halvlek varpå backen Lennart Wing fick hoppa in i mål. Nyholm återkom senare i halvleken efter omplåstring.
Nyholm var en förhållandevis kortväxt målvakt med sina 178 centimeter. För att kompensera revolutionerade han målvaktsarbetet. Han blev mer än bara en bollmotare. Han införde bättre kommunikation med sitt försvar. Placeringsförmågan, reaktionssnabbheten och förmågan att kunna läsa spelet var hans styrkor.
Smeknamnet Zamora efter Ricardo Zamora kommer från att han som barn agerade bollkalle och kastade sig efter bollen. De omkring sade att han kastade sig som Zamora - och det hängde kvar. När IFK Norrköping spelade i Spanien på 1950-talet fick Ricardo Zamora höra att Nyholm fått smeknam efter honom och skickade ett brev som Nyholm besvarade.
Efter sin aktiva karriär som fotbollsspelare var han bland annat travtränare på Mantorp och ordförande för Mjölby Golfklubb.
Bengt Nyholm var från 1951 till sin död gift med Margit Maud Louise Nyholm (född 1931).